# Swiss International Air Lines
Pour les articles homonymes, voir Swiss.
 (janvier 2016).
Si vous disposez d'ouvrages ou d'articles de référence ou si vous connaissez des sites web de qualité traitant du thème abordé ici, merci de compléter l'article en donnant les références utiles à sa vérifiabilité et en les liant à la section « Notes et références ».

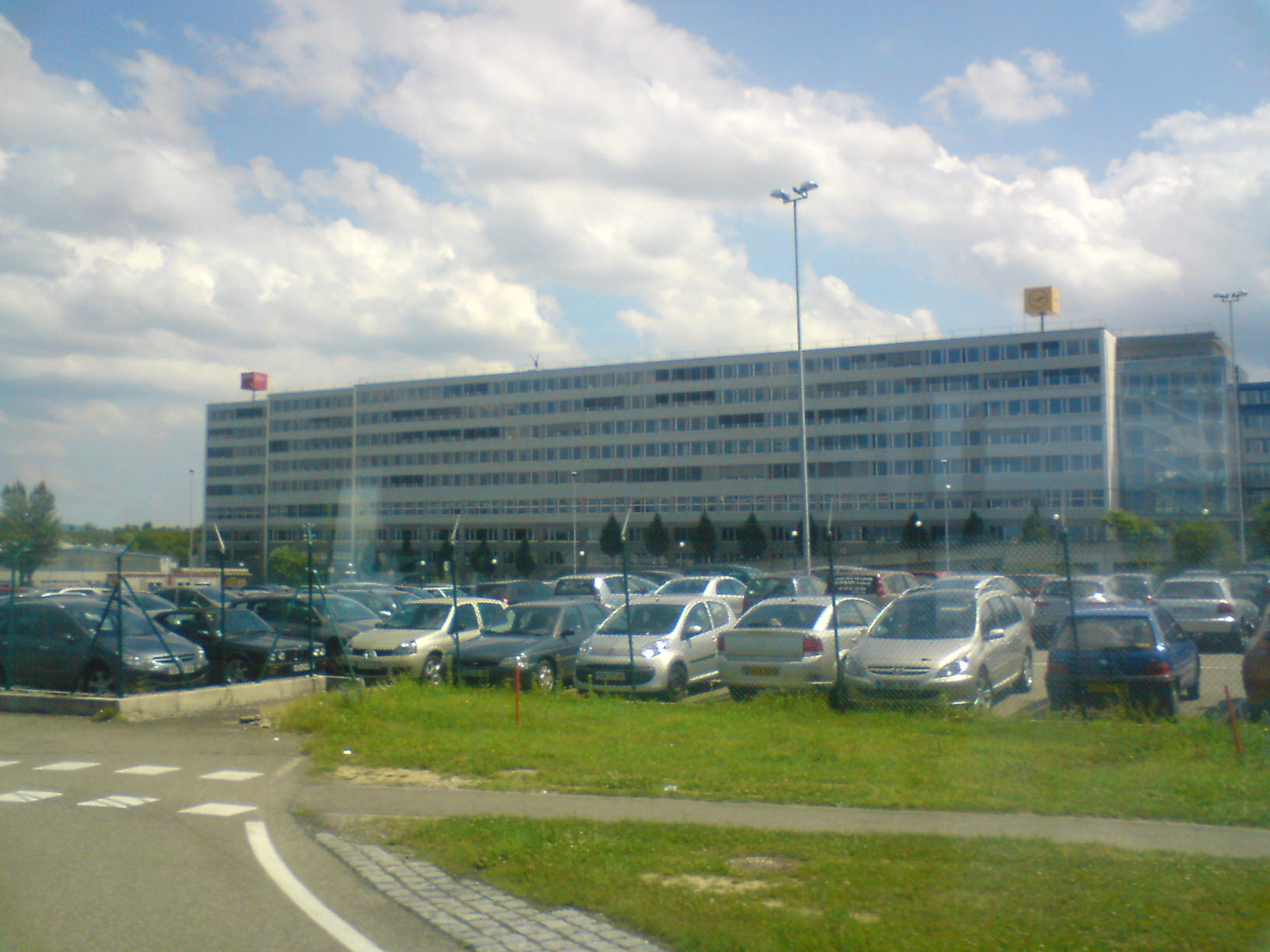
Le siège de Swiss, à Bâle.

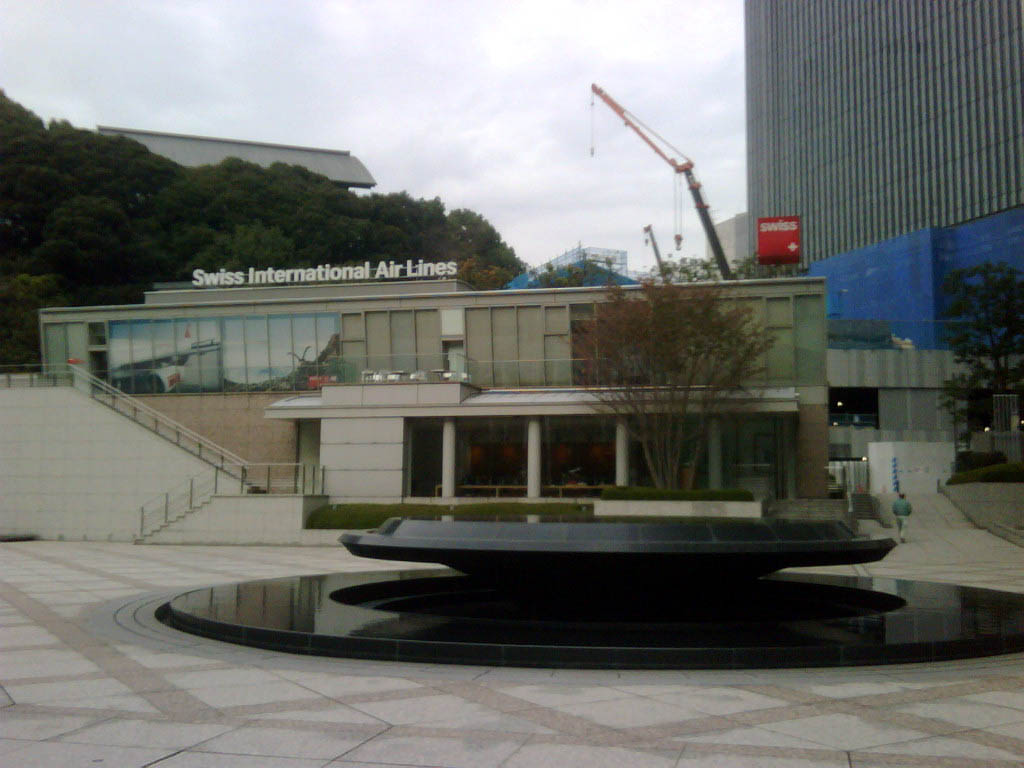
Le Sanno Park Tower Annex, Tokyo a le, les bureaux japonais de Swiss International Air Lines.

Swiss International Air Lines AG, plus connue sous le nom commercial Swiss (code IATA : LX ; code OACI : SWR), est la compagnie aérienne nationale de la Suisse formée par la fusion de Swissair, alors en faillite, et de Crossair. Les créanciers majoritaires de Swissair, le Crédit Suisse et l'UBS, s'entendent au travers du plan Phoenix 26 pour vendre Swissair à Crossair. Cette dernière change de nom et devient Swiss. Elle commence ses opérations le 2 avril 2002.
Elle est aujourd'hui la principale compagnie aérienne suisse et est basée à l'aéroport de Zurich-Kloten ainsi que Genève Cointrin. Son siège administratif se situe cependant à l'aéroport de Bâle-Mulhouse-Fribourg. Elle fait partie du Lufthansa Group.

## Historique
Lors de sa création, SWISS est la quatrième plus grande compagnie aérienne d'Europe (derrière Air France et devant Alitalia) avec 128 appareils et dessert 126 destinations à travers le monde.
L'alliance Star Alliance accepte l'entrée de Swiss le 1er avril 2006 après quelques réticences de la part d'Austrian craignant pour sa place et l'aéroport de Vienne.

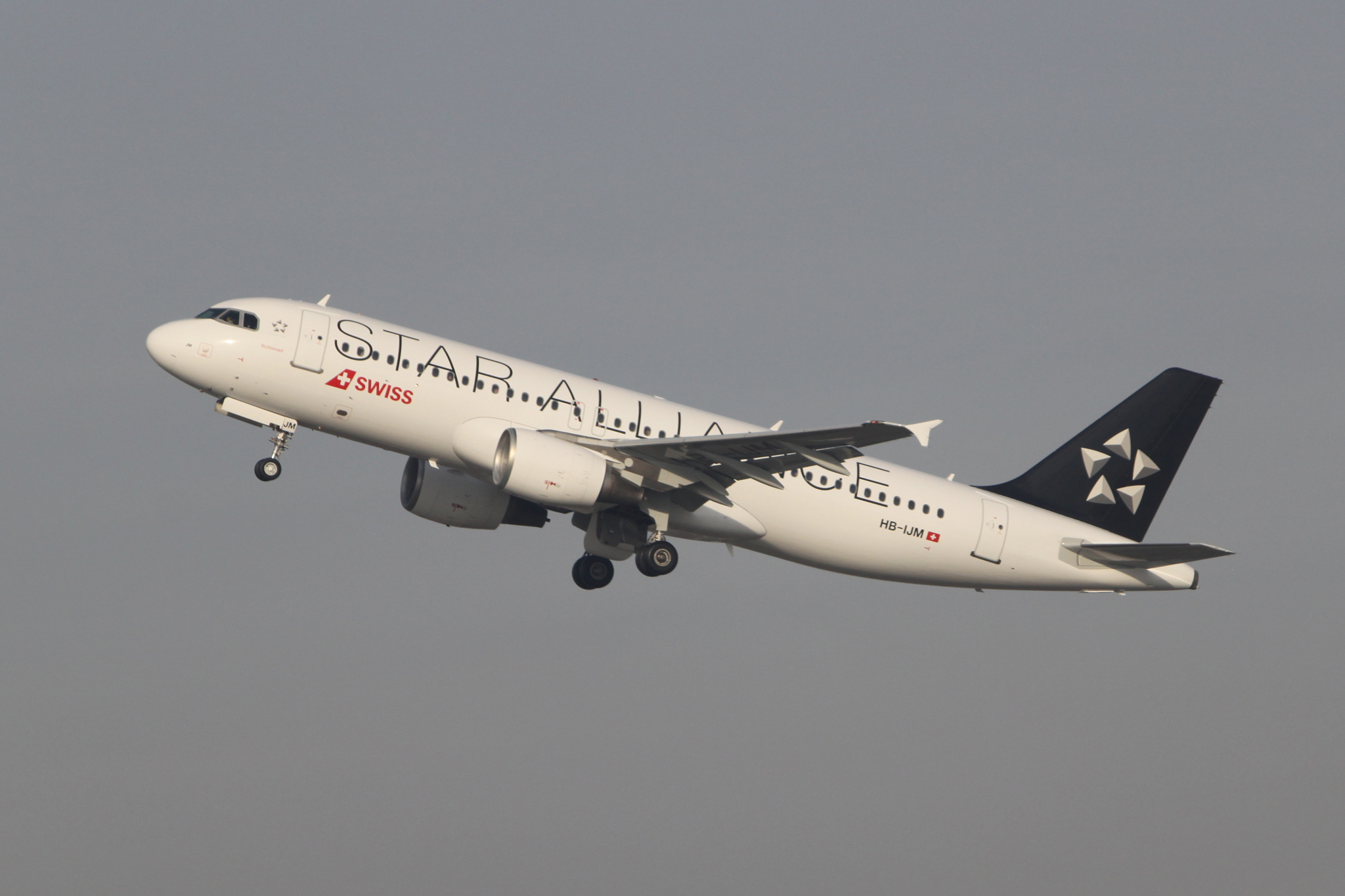
Airbus A320-200 en livrée spéciale « Star Alliance ».

En 2007, Swiss passe une commande pour 9 Airbus A330-300, qui ont été livrés entre 2009 et 2010. Le premier vol a eu lieu en 2009 sur la ligne Zurich - New York JFK. Entre 2011 et 2013, 5 A330 supplémentaires ont été livrés, pour un total de 14.
Le 31 mai 2015, à 18 h 30, Swiss effectue son dernier vol, après plus de 69 ans de présence notamment sous le nom de Swissair, depuis l'aéroport de Bâle-Mulhouse.
2016 voit l’arrivée des Airbus A220 et Boeing 777-300ER dans la flotte de Swiss, compagnie de lancement de l’A220-100. Ces deux types d’aéronefs étaient opérés par Swiss Global Airlines (filiale de Swiss) jusqu’en 2018. Les 9 A220-100 et 21 A220-300 ont progressivement remplacé les A319 et Avro RJ100. La commande originale des 777, passée en 2013, portait sur 6 appareils, mais elle a été portée à 12 par la suite,.

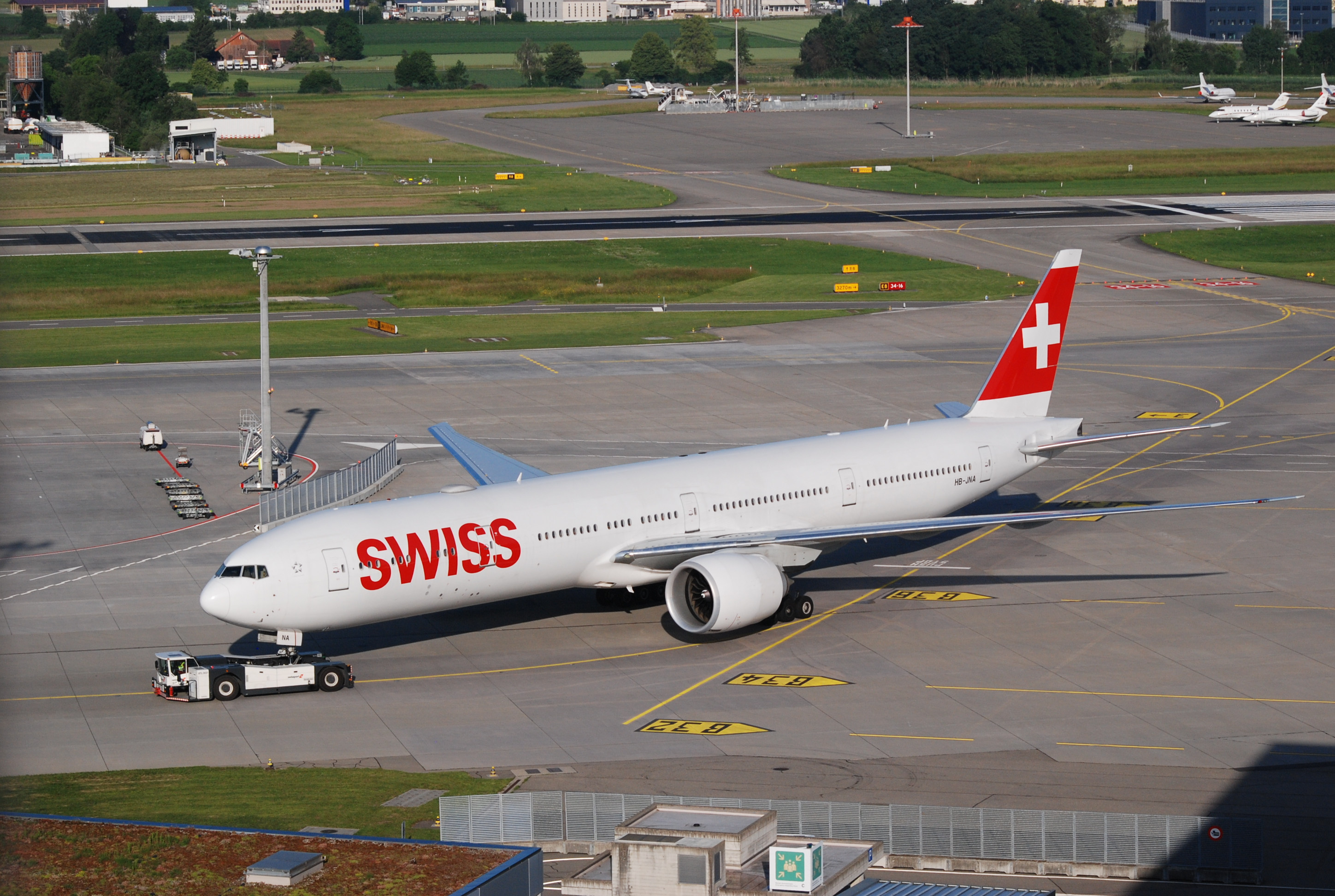
HB-JNA, le premier Boeing 777 de Swiss.

En 2020, en raison de la pandémie de Covid-19, Swiss cloue au sol une grande partie de sa flotte et organise uniquement des vols cargo avec sa flotte long-courrier durant la crise. En raison de ces temps difficiles, Swiss reçoit un prêt de 1,9 milliard de francs de la confédération suisse, à répartir avec sa filiale Edelweiss Air.
Entre avril et juin 2020, Swiss a retiré 750 sièges en classe économique de trois Boeing 777 adaptés pour transporter des marchandises, en raison de la demande de vols cargo pendant la pandémie. La même année, Swiss prend livraison de ses premiers Airbus A320neo et A321neo.
En décembre 2022, Swiss annonce une commande de 5 Airbus A350-900 devant être livrés à partir de 2025 pour le remplacement de ses A340 vieillissants. Cette commande a été augmentée à 10 appareils en 2024. 

## Logo
Le 18 août 2011, la compagnie annonce qu'elle remplacera le logo « cube » dès octobre 2011 par une nouvelle entité visuelle, qui rappelle fortement celle de Swissair.

2002 - 2011.
Depuis 2011

## Destinations
Swiss dessert plus de 100 destinations dans plus de 50 pays à travers le monde.

Carte des destinations de Swiss en mai 2019.

### Partages de code
Swiss partage ses codes avec les compagnies aériennes suivantes :
- Aegean airlines
- Air Canada
- Air China
- Air France
- Air Malta
- Austrian Airlines
- Avianca
- Brussels Airlines
- Croatia Airlines
- Edelweiss Air
- EgyptAir
- El Al
- Eurowings
- LOT
- Lufthansa
- Singapore Airlines
- South African Airways
- TAP Air Portugal
- Thai Airways
- United Airlines

## Flotte

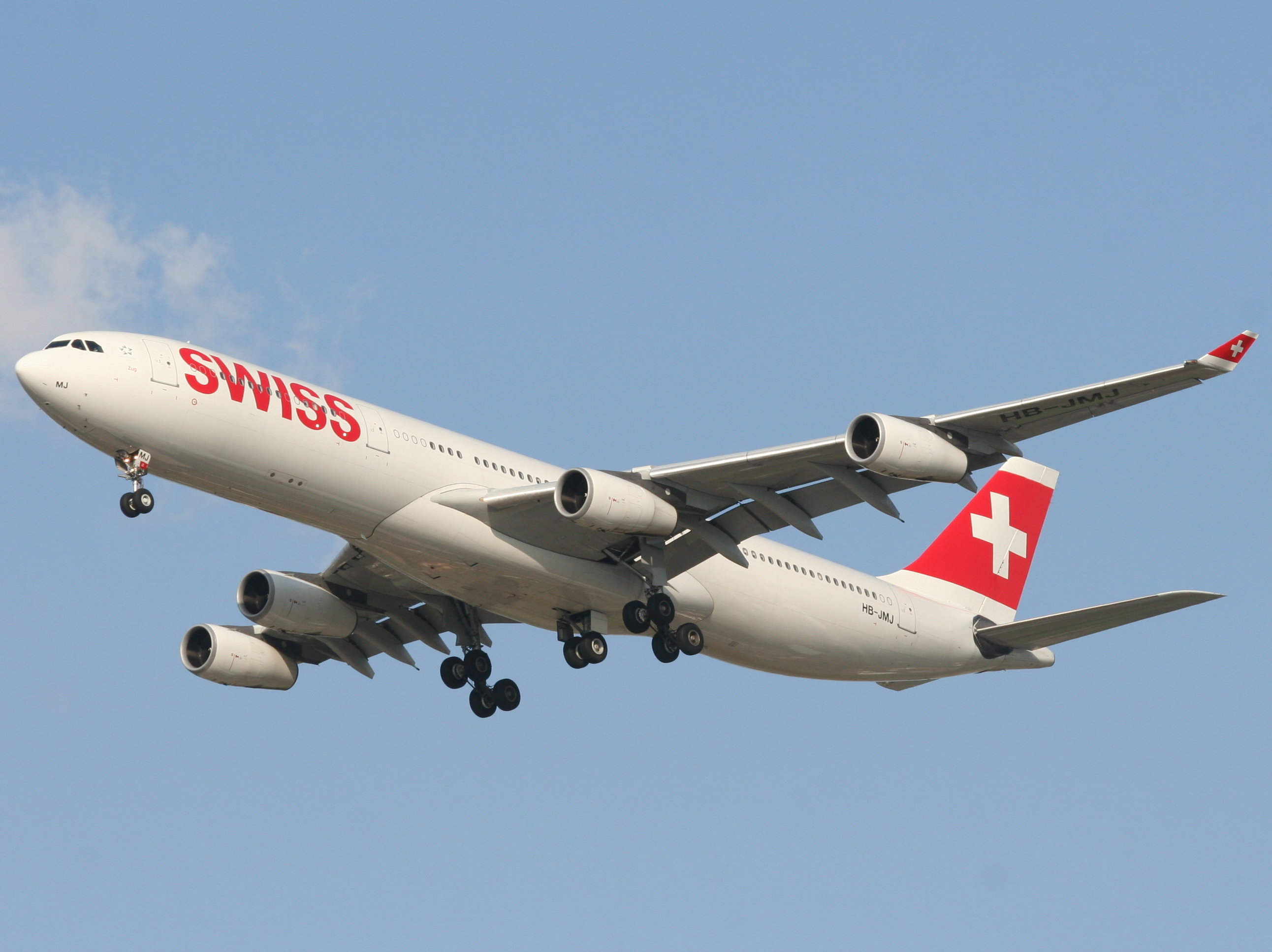
Airbus A340-313 de Swiss.

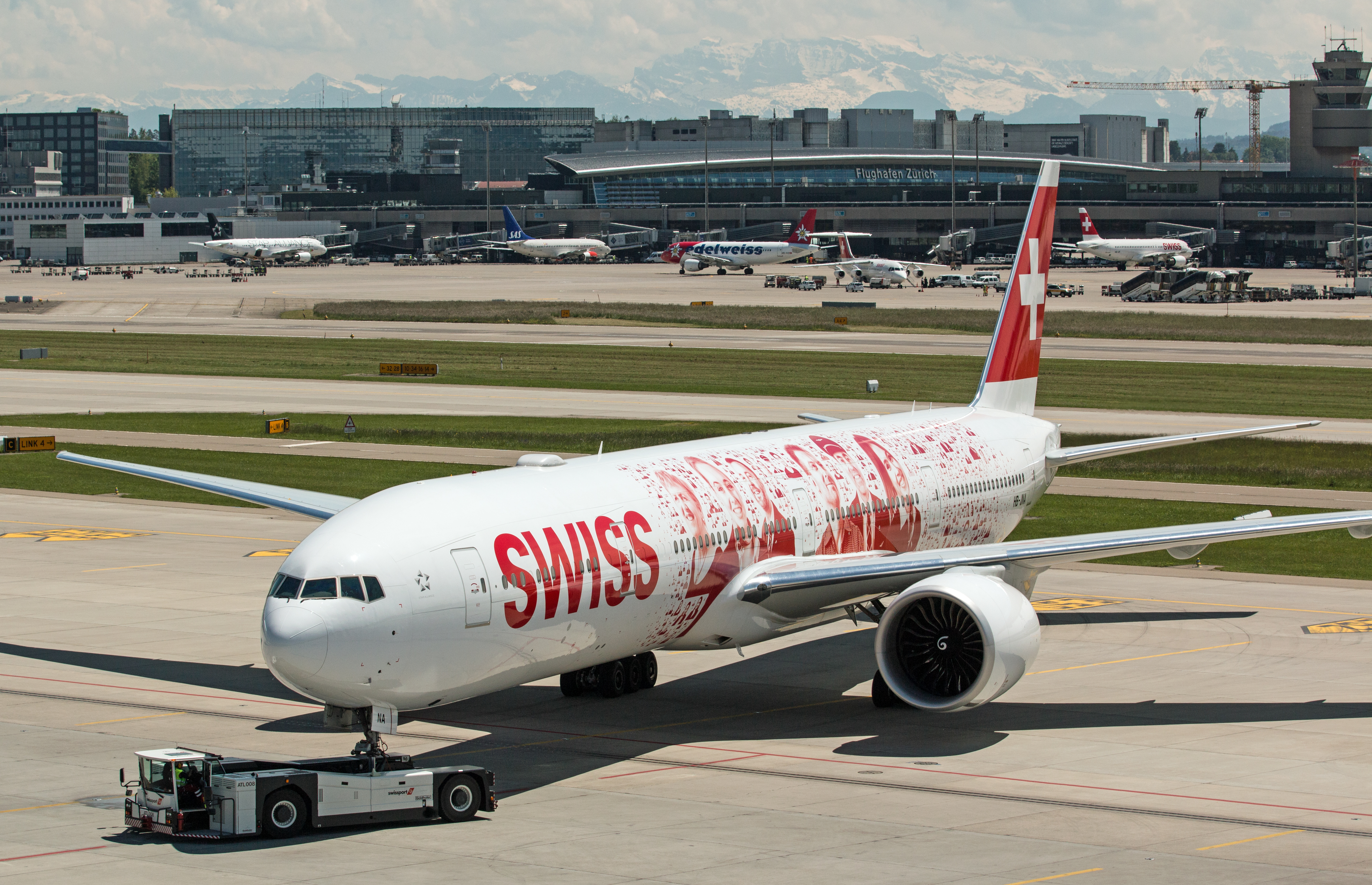
Boeing 777-3DE(ER) arborant une livrée spéciale de Swiss.

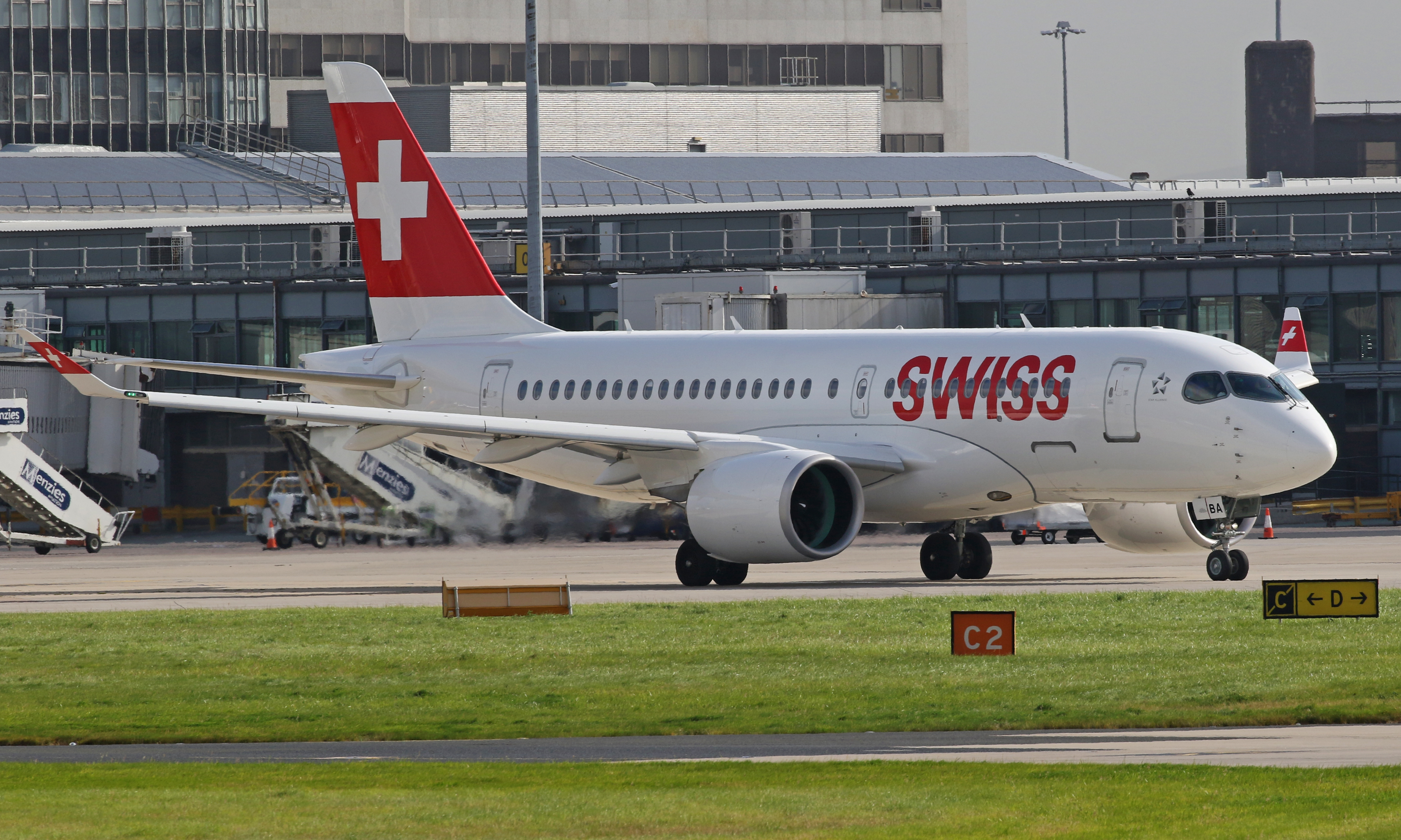
Airbus A220-100 de Swiss.

### Flotte actuelle
En juin 2025, les avions suivants sont en service au sein de la flotte de Swiss, :
Au 29 juin 2025, l'âge moyen de la flotte est de 11,6 ans.

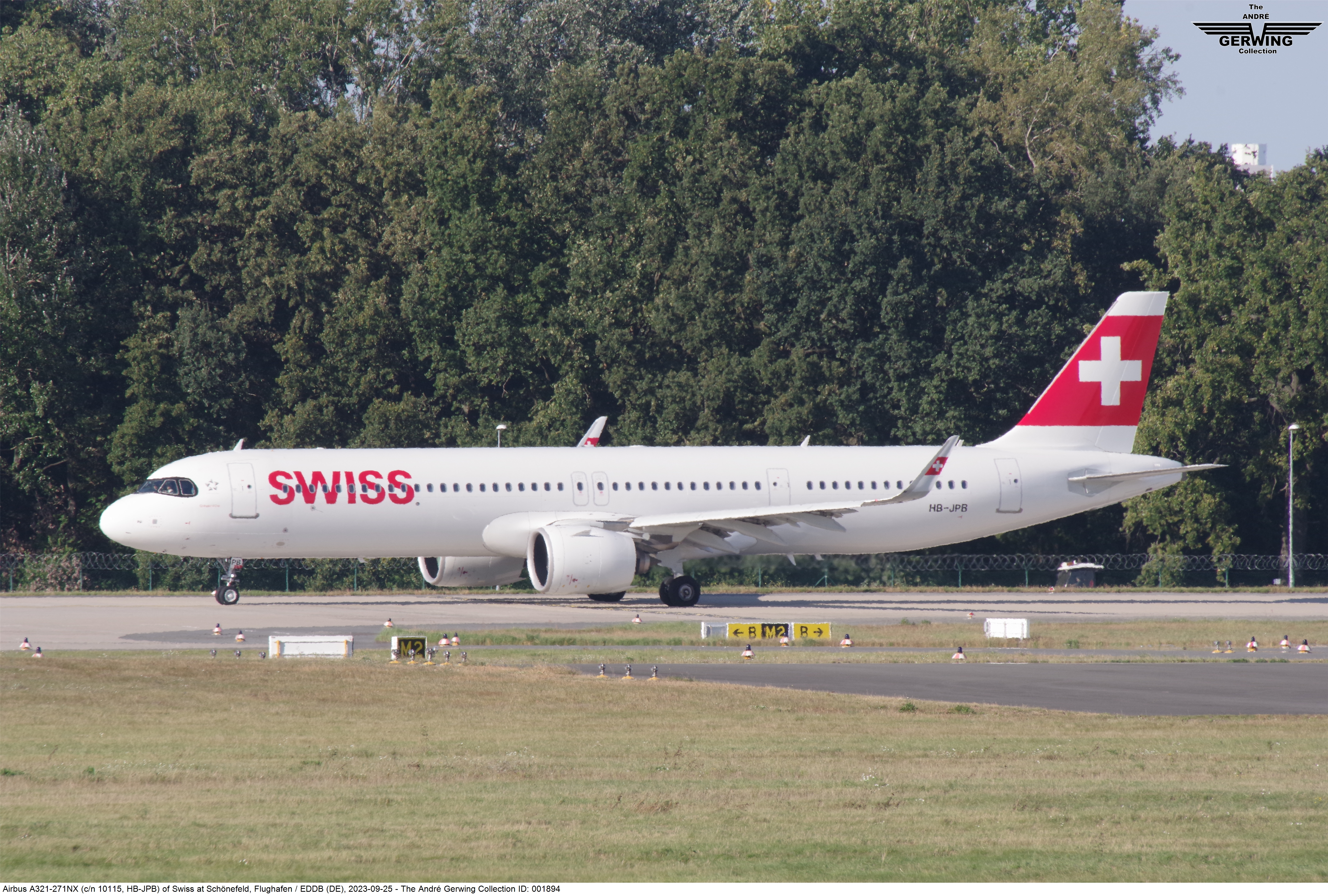
Airbus A321neo de Swiss

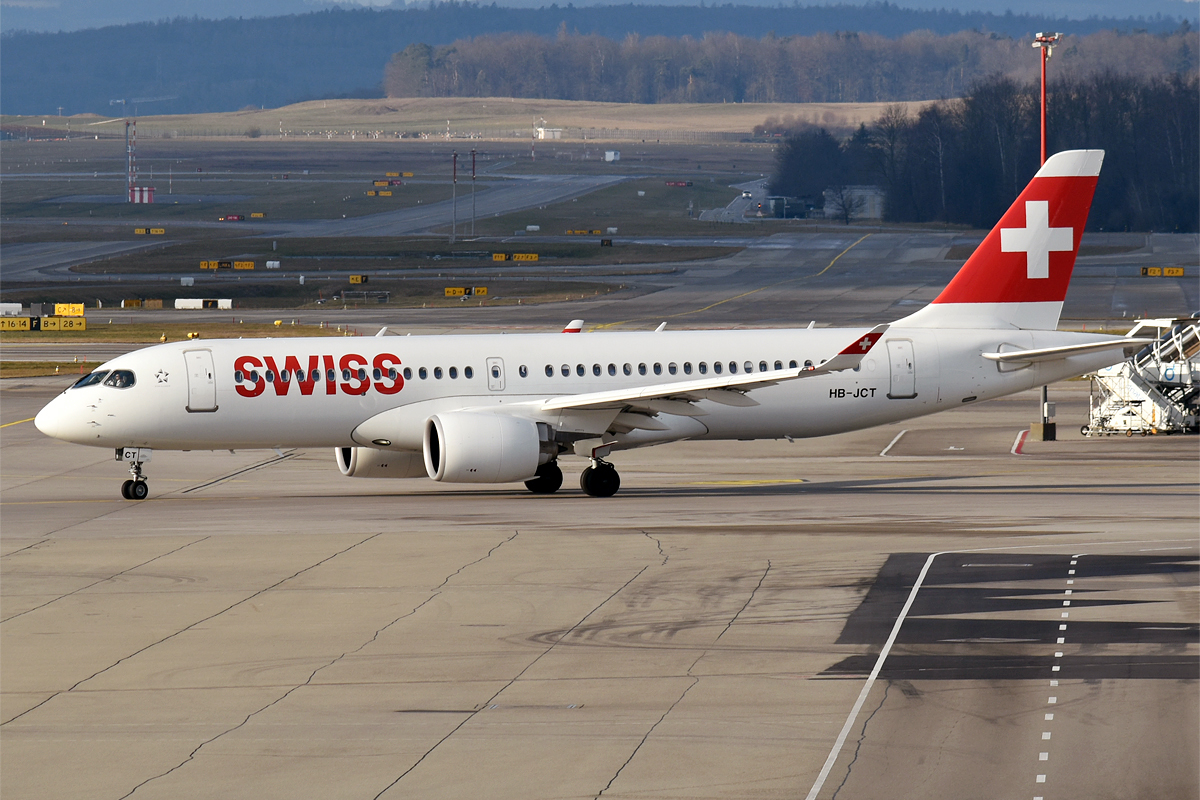
Airbus A220-300 à l’aéroport de Zurich

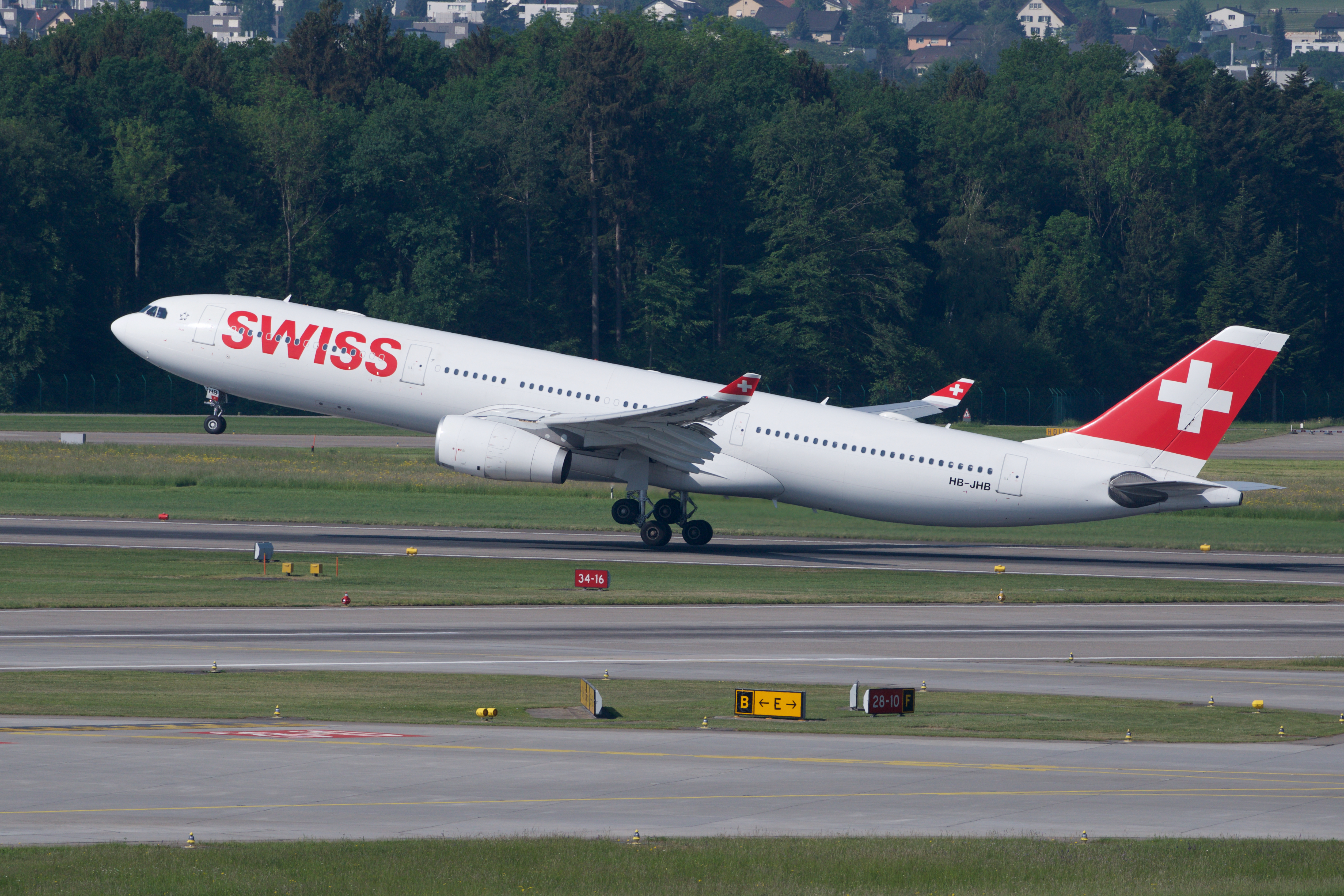
Un Airbus A330-300 de Swiss

### Flotte historique
Par le passé, Swiss a opéré les appareils suivants :

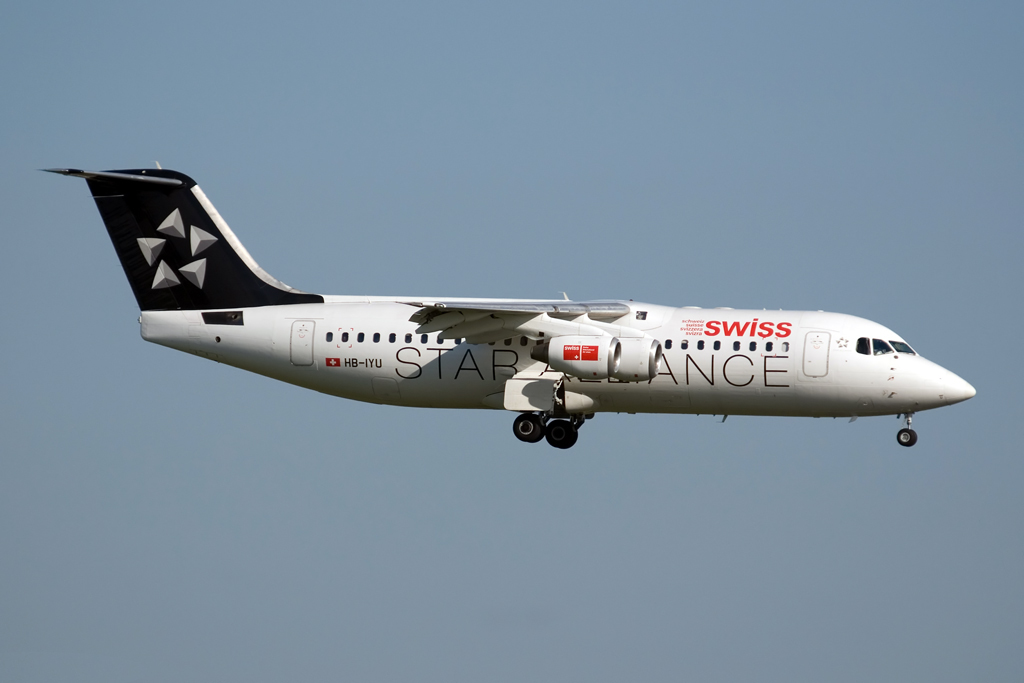
Avro RJ100 en livrée spéciale Star Alliance en 2009.

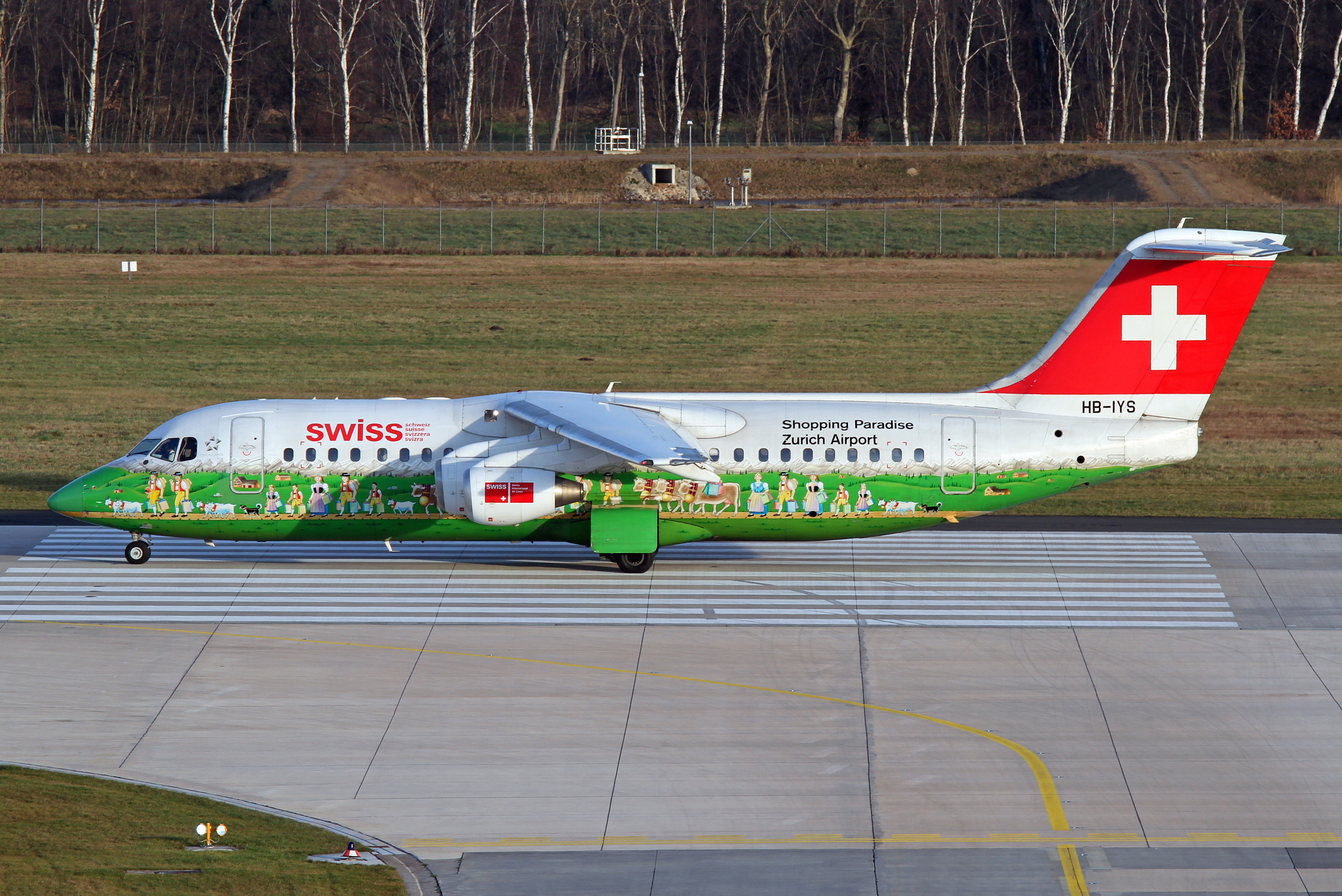
Avro RJ100 de Swiss arborant une livrée spéciale.

- Airbus A319-100
- Airbus A330-200
- Avro RJ85
- Avro RJ100
- Embraer 145
- McDonnell Douglas MD-11
- McDonnell Douglas MD-83
- Saab 2000

## Incidents et accidents
Le 1er février 2017, un Boeing 777-300ER (HB-JND) opérant le vol LX40 entre l'aéroport international de Zurich et l'aéroport international de Los Angeles, doit atterrir d'urgence à Iqaluit, dans le Nunavut, au Canada, après un message de dysfonctionnement ayant entraîné l'arrêt automatique du réacteur gauche. En raison de la panne totale du moteur, un nouveau a été acheminé par Antonov An-124 depuis Zurich. Selon une estimation, le coût pour Swiss dépassera le million de francs, ce qui inclut les compensations aux 216 passagers et le transport du nouveau réacteur en avion cargo. Quant aux passagers, ils ont été acheminés d'Iqaluit à New York par un A330-300 de Swiss spécialement mobilisé.
Le 15 octobre 2019, la compagnie décide d'immobiliser à titre préventif toute sa flotte d'Airbus A220, soit 28 appareils en raison des incidents récurrents dont font l'objet les moteurs Pratt & Withney qui équipent cet avion. En effet, cette mesure fait suite à un troisième atterrissage d'urgence de vols entre Genève et Londres Heathrow. Les contrôles dureront jusqu'au lendemain et ne révéleront aucune malfaçon ou problème structurel.
Le 23 décembre 2024 un avion de ligne Airbus A220 effectuant le vol LX1885 Bucarest-Zurich à effectué un atterrissage d'urgence à Graz en Autriche à la suite d'un problème technique et de la fumée dans le cockpit et la cabine. Un des membres d'équipage est décédé après une semaine passé aux soins intensifs. 12 passagers et 3 autres membres ont reçu des soins et contrôles sanitaires.